# Camponotus itoi
Camponotus itoi é uma espécie de inseto do gênero Camponotus, pertencente à família Formicidae.